# Bozjidar Sarâbojukov
Bozjidar Sarâbojukov (bulgariska: Божидар Саръбоюков), född 6 augusti 2004, är en bulgarisk friidrottare som tävlar i längdhopp, höjdhopp och tresteg.

## Karriär
Bozjidar Sarâbojukov tog silver i såväl tresteg som längdhopp vid junior-EM 2023. Vid junior-VM 2022 tog han silver i höjdhopp. Vid U23-EM 2025 tog han silver i längdhopp.